# Hasanbegovci (Šipovo)
Hasanbegovci (szerbül: Хасанбеговци) falu Bosznia-Hercegovinában, Bosanska krajina területén, a Szerb Köztársaságban, Šipovo községben. Hasanbegovci falunak a Szerb Köztársaság területéhez került lakatlan része.

## Fekvése
Bosznia-Hercegovina közép-nyugati részén, Banja Lukától légvonalban 70, közúton 140 km-re délre, községközpontjától légvonalban 15 km-re, közúton 56 km-re délnyugatra található. 

## Népessége
| Nemzetiségi csoport | Népesség 1991 | Népesség 2013 |
| ------------------- | ------------- | ------------- |
| Szerb               | 155           | 0             |
| Bosnyák             | 0             | 0             |
| Horvát              | 0             | 0             |
| Jugoszláv           | 0             | 0             |
| Egyéb               | 0             | 0             |
| Összesen            | 155           | 0             |

## Története
A település 1878-ig tartozott az Oszmán Birodalomhoz, majd az Osztrák-Magyar Monarchia része lett. 1879-ben az első osztrák-magyar népszámlálás során Hasanbegovci önálló község volt, ezen belül a településen 9 házat és 76 ortodox lakost számláltak. A községhez rajta kívül még Braići, Mladeškovci és Opačić települések tartoztak. 1910-ben a településen 36 házat és 141 ortodox szerb lakost számláltak. A községhez rajta kívül még Braići, Čardak, Mladeškovci és Opačić települések tartoztak.A monarchia szétesésével 1918-ben előbb a Szerb-Horvát-Szlovén Királyság, majd 1929-től a Jugoszláv Királyság része. 1921-ben a községben 160 házat és 429 lakost számláltak. Jugoszlávia megszállása után a falu a Független Horvát Állam (NDH) része lett. 1945-től a település a szocialista Jugoszlávia része volt.
A településen az 1991-es népszámlálás adatai szerint 155-en éltek. A Bosznia-Hercegovinában zajló polgárháború idején a Visoko Krajina többi településéhez hasonlóan a Boszniai Szerb Köztársaság része volt. A területén 1995 szeptemberéig nem volt háborús hadművelet, ekkor azonban a település területét a Horvát Köztársaság fegyveres ereje megszállta. A horvát csapatok elől a lakosság többsége elmenekült. A daytoni tárgyalások és a daytoni békemegállapodás aláírása után a település nagyobb része a Bosznia-hercegovinai Föderációhoz, Glamoč községhez került, míg egy kisebb, lakatlan része visszakerült a Szerb Köztársasághoz, azon belül Šipovo községhez.